# Béla Kuharszki
Béla Kuharszki (Budapest, 29 de abril de 1940 - Budapest, 7 de marzo de 2016) fue un futbolista húngaro que jugaba en la demarcación de delantero.

## Selección nacional
Jugó un total de seis partidos con la selección de fútbol de Hungría. Debutó el 9 de octubre de 1960 en un partido amistoso contra Yugoslavia que finalizó con un resultado de empate a uno. También disputó un partido de la Copa Mundial de Fútbol de 1962, siendo este además su último partido con el combinado húngaro, encuentro que finalizó con empate a cero contra Argentina.

### Participaciones en la Copa del Mundo
| Mundial                        | Sede  | Resultado        | Partidos | Goles |
| ------------------------------ | ----- | ---------------- | -------- | ----- |
| Copa Mundial de Fútbol de 1962 | Chile | Cuartos de final | 1        | 0     |

## Clubes
| Club                       | País    | Año         | Partidos | Goles |
| -------------------------- | ------- | ----------- | -------- | ----- |
| Újpest FC                  | Hungría | 1958 - 1968 | 143      | 40    |
| Vörös Meteor Egyetértés SK | Hungría | 1969 - 1970 | 20       | 6     |